# Kilchoman Old Parish Church

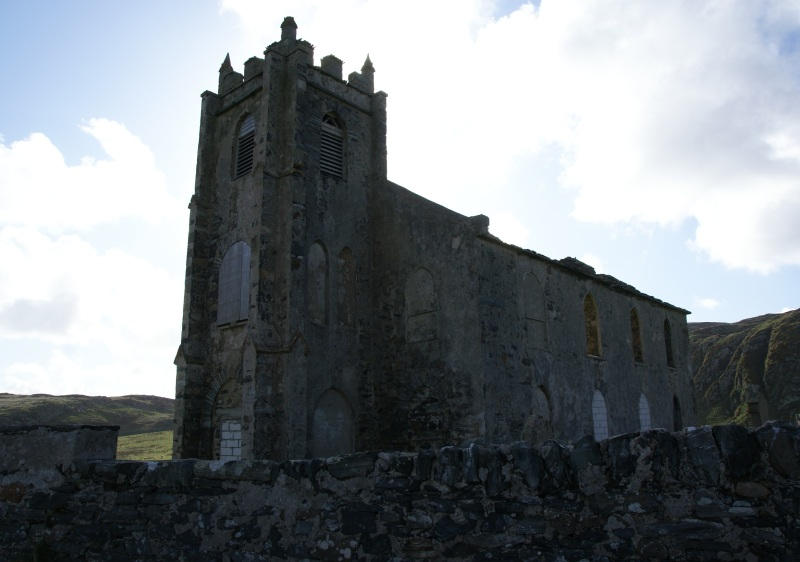
Kilchoman Old Parish Church.

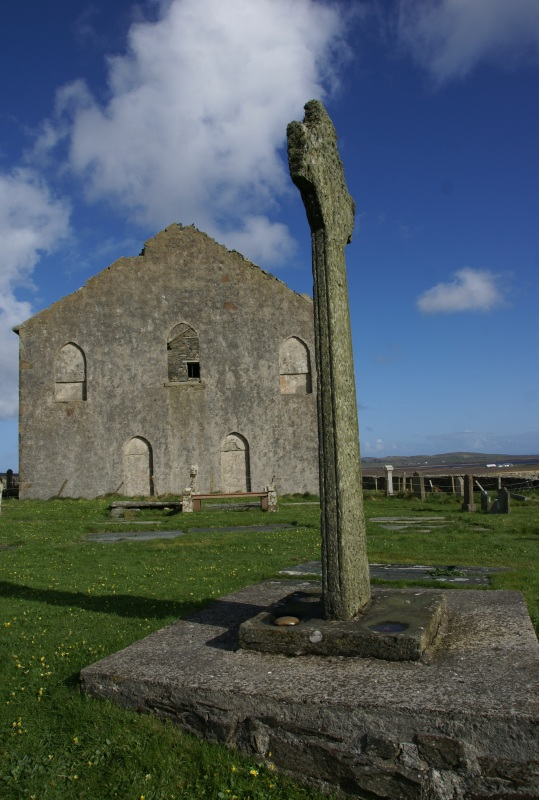
De kerk vanuit het zuiden gezien met op de voorgrond het Kilchoman Cross.

Kilchoman Old Parish Church (Oude Parochiekerk van Kilchoman), ook wel Kilchoman Church genoemd, is (de ruïne van) een negentiende-eeuwse kerk, gelegen bij Machir Bay in Kilchoman op de westelijke kust van Islay in de Schotse regio Argyll and Bute.
Bij de kerk staat het Kilchoman Cross.

## Naamgeving
De naam Kilchoman (Kil Choman) betekent Kerk van Choman. Choman zou kunnen zijn afgeleid van Commán; er zijn verscheidene Ierse heiligen van die naam. Wellicht was een heilige Commán stichter van de kerk in Kilchoman.

## Geschiedenis
Al in de vroege christelijke tijd stond er een kerk in Kilchoman, al dateren de schriftelijke bewijzen pas uit de veertiende eeuw.
Van de vroege christelijke tijd zijn geen sporen van gebouwen overgebleven.
Verschillende kerkelijke documenten geven inzicht welke pastoors de parochie van Kilchoman bedienden en dat er meerdere pastoors interesse hadden in de parochie. Zo was tussen 1441 en 1456 Alexander Tarleti Ferchardi MacLean pastoor van de parochie van Kilchoman.
In de tweede helft van de veertiende eeuw was Andrew MacEachern, die opdracht gaf tot het maken van het Campbeltown Cross, pastoor van de parochie van Kilkivan. Toen Dugald McSween, pastoor van de parochie van Kilchoman, overleed, claimde hij de parochie van Kilchoman. Deze claim werd vervolgens in de periode 1375-1382 tevergeefs door verschillende geestelijken aangevochten. Pas in 1393 wist Aed MacKay pastoor van Kilchoman te worden.
De huidige kerk werd gebouwd in de periode 1825-1827. Hiervoor werd een oudere kerk afgebroken. De omringende begraafplaats met een ommuring uit 1778 bleef behouden.
In 1977 werd Kilchoman Old Parish Church gesloten.
Zowel de kerk als de omringende begraafplaats met het Kilchoman Cross werden in 1971 aangewezen als een Categorie B-monument.

## Bouw

### Kerk
Kilchoman Old Parish Church is een kerk opgetrokken in gotische stijl met een rechthoekige plattegrond. De lengteas ligt noordnoordwest-zuidzuidoost. De kerk ligt 0,9 kilometer ten oosten van Machir Bay. De kerk is twee verdiepingen hoog, 18,4 meter lang en 12,5 meter breed met muren van 0,8 meter dik. Aan de noordnoordwestelijke zijde staat in het midden een toren van drie verdiepingen, 3,7 meter (in de lengteas van de kerk) bij 4,3 meter groot. De toren is bovenop voorzien van een borstwering.
Zowel de kerk als de toren zijn voorzien van spitsboogvensters op alle verdiepingen, waarvan sommige zijn dichtgemaakt.
Het interieur is voorzien van een U-vormige galerij. De preekstoel werd ontworpen door William Railton van Kilmarnock in 1889.
Het dak van het kerkgebouw is anno 2012 niet meer aanwezig en het gebouw is gevaarlijk bouwvallig.
Om de kerk ligt een begraafplaats met daaromheen een ommuring uit 1778.
Ten zuiden van de kerk ligt een begraafplaats met zeventig graven beheerd door de Commonwealth War Graves Commission, waar voornamelijk bemanningsleden van de HMS Otranto, die op 6 oktober 1918 verging bij Islay, zijn begraven.

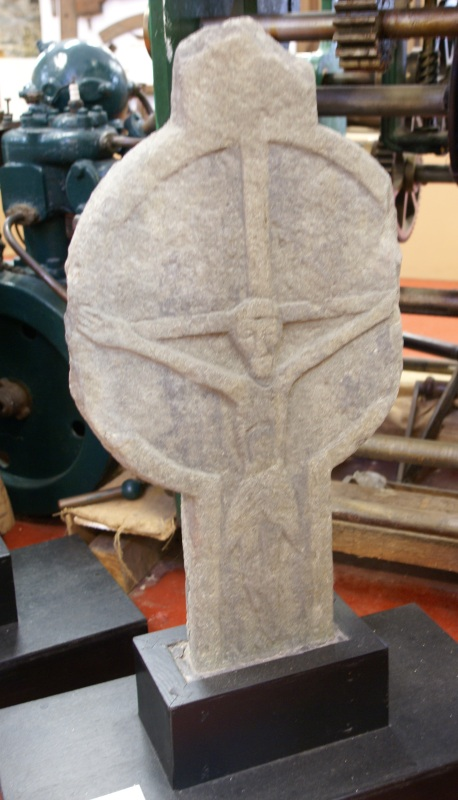
Het kruisfragment bekend als Graham no. 53, dateert uit de zestiende eeuw en werd lokaal gemaakt.

### Kruisen en grafstenen
Op de begraafplaats bij de kerk staat het veertiende-eeuwse Kilchoman Cross. Dit High Cross is aan beide zijden rijkelijk bewerkt en is voorzien van Bijbelse voorstellingen.
Nabij de begraafplaats van de kerk bevonden zich twee zogenaamde sanctuary stones (stenen die de kerk, de vrijplaats markeren) uit de vroege achtste eeuw. Deze kruisen, eentje 330 meter ten noordoosten en eentje ten zuiden van de kerk, zijn voorbeelden van drie kruisen in een, die ook in Ierland en Wales worden aangetroffen. De kruisen zijn een min of meer kruisvormig en zijn voorzien aan de voorzijde van een Latijns kruis in reliëf, waarop een simpel kruis is gekerfd.
Twee incomplete kruisen bevinden zich anno 2012 in het Museum of Islay Life in Port Charlotte. Op het ene is een kruisigde Jezusfiguur te herkennen met twee figuren aan de voet van het kruis. Deze is gemaakt in de stijl van de Iona-school en stamt uit de veertiende tot zestiende eeuw. Steer en Bannerman classificeren dit kruis als klasse IV. Deze groep van kruisen zijn meestal relatief klein en zijn voorzien van een kleine figuur van een abt of bisschop aan de voorzijde van de schacht onder de kruisiging. Op het andere kruis is eveneens een gekruisigde Jezusfiguur te herkennen. Dit kruis is echter lokaal gemaakt en stamt uit de zestiende eeuw.
Naast het Kilchoman Cross was er een tweede vrijstaand kruis op de begraafplaats aanwezig. Dat kruis was 1,77 meter hoog, was gemaakt in de stijl van de Iona-school en dateerde uit de veertiende-vijftiende eeuw. Het kruis was gebroken (in ieder geval aan het eind van de negentiende eeuw), werd in de twintigste eeuw gerestaureerd en wordt sindsdien bewaard in het National Museum of Scotland in Edinburgh. Het kruis heeft als enige menselijke figuur een Jezusfiguur en is voorzien van plantendecoraties. Aan de voet van de schacht staan een griffioen en een leeuwachtig beest afgebeeld die een beurs vasthoudt in zijn voorpoot. De afbeeldingen van deze beesten zijn vrijwel identiek aan die afbeeldingen aanwezig op het Campbeltown Cross. Het kruis is voorzien van een inscriptie die zegt dat het kruis werd opgericht voor Duncan MacNerlin en Maria en Michael. De tekst luidt: hec est crux fac(ta) pro animabus doncani mecinnirlegin et mari et michaelis. De namen van Maria en Michael verwijzen naar de Maagd Maria en naar de aartsengel Michaël. Macinnirlegin staat voor fear leighinn oftewel zoon van de lector, het hoofd van de monastieke school. Het kruis dateert uit de tweede helft van de veertiende eeuw.
Naast deze kruisen zijn er minstens 16 middeleeuwse grafstenen gedocumenteerd in en om Kilchoman Old Parish Church. De meest gevolgde nummering ter identificering van de grafstenen en -kruisen is die van R.C. Graham, gepubliceerd in zijn boek Carved Stones of Islay. Kilchoman Cross is gedocumenteerd als Graham no. 39, de sanctuary stones als no. 54 en no. 55, de kruisfragmenten als no. 52 en no. 53.

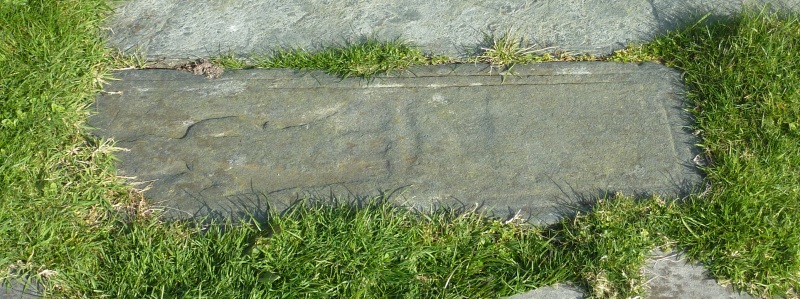
Grafsteen no. 51a is de enige grafsteen op de begraafplaats met een krijger erop afgebeeld.

De middeleeuwse grafstenen zijn voornamelijk in de stijl van de Iona-school gemaakt en dateren uit de veertiende en vijftiende eeuw. Veel voorkomende motieven zijn zwaarden en ranken. Twee stenen zijn gisanten van geestelijken (Graham no. 36 en no. 49). Een enkele grafsteen (no. 51a), ontdekt in de jaren zestig van de twintigste eeuw, toont een krijger in wapenuitrusting. Deze steen werd in Knapdale gemaakt.

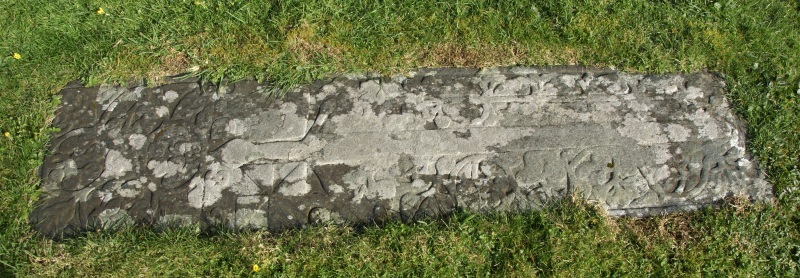
Grafsteen no. 40 is in de zeventiende eeuw hergebruikt door de familie Campbell.

Een aantal grafstenen zijn in de latere middeleeuwen hergebruikt en voorzien van familiewapens en/of inscripties. Zo is grafsteen no. 40, die oorspronkelijk laat-vijftiende-eeuws is, in de late zeventiende eeuw aangepast door een familie Campbell door toevoeging van het jaartal 1678, de initialen D.C., wapensymbool van de Campbells (een zogenaamde gyronny of eight) en een galei van Lorn. Ook no. 42, no. 45, no. 49 en no. 51 zijn voorzien van latere inscripties.
Er zijn ook grafstenen van na de reformatie aanwezig. Een van de jongste graven betreft een kleine grafsteen uit 1845 met daarop een afbeelding van een vuurtoren, die is opgericht voor een lid van het gezin van James Scott, vuurtorenwachtersassistent van de Rinns of Islay Lighthouse in de periode 1842-1847.

## Beheer
De Kilchoman Old Parish Church is privé-eigendom. Enkel het exterieur kan bekeken worden. Het gebouw is gevaarlijk bouwvallig.